# Диллиан Уайт — Александр Поветкин (2020)
Диллиан Уайт — Александр Поветкин (англ. Dillian Whyte vs. Alexander Povetkin) — двенадцатираундовый боксёрский поединок в тяжёлой весовой категории за титул временного чемпиона мира по версии WBC, который на момент поединка принадлежал Уайту, и за ранее не разыгрывавшейся в этой весовой категории титул WBC Diamond. Поединок состоялся 22 августа 2020 года в Matchroom Fight Camp в Брентвуде (Эссекс, Великобритания).
Первые известия о том, что Александр Поветкин может провести бой против Диллиана Уайта, появились ещё в апреле 2018 года. Однако вскоре Поветкин был назначен обязательным претендентом на титул чемпиона мира по версии WBA Super, которым владел Энтони Джошуа и в сентябре того же года провёл против него поединок, проиграв техническим нокаутом в 7-м раунде. Затем и Уайт, и Поветкин несколько раз изъявляли желание провести поединок друг с другом. В июле 2019 года Диллиан Уайт победил Оскара Риваса и завоевал титул временного чемпиона мира во версии WBC. Осенью того же года, промоутер Уайта — Эдди Хирн объявил, что если Александр в своём следующем поединке одержит победу над Майклом Хантером, то в феврале следующего года он проведёт бой с Уайтом. Несмотря на то, что бой «Поветкин — Хантер» завершился вничью, российский спортсмен всё же был утверждён соперником временного чемпиона мира. Однако из-за начавшейся пандемии COVID-19 планируемый поединок несколько раз переносился, и в итоге был назначен на 22 августа.
Поединок проходил с переменным успехом. В 1—3 раунде Диллиан Уайт пробивал джебы с передней руки, большинство из которых Поветкин пропускал. Сам Александр пробивал удары в голову и корпус оппонента, но так и не потряс его. В начале четвёртого раунда Диллиану удалось донести до цели несколько ударов (последним из которых стал боковой удар с левой руки), в результате которого россиянин оказался в нокдауне. В конце этого же раунда Уайт смог попасть ударом снизу в голову Поветкина, и тот вновь оказался на настиле ринга. Однако уже на следующей минуте 5-го раунда Александр Поветкин пробил серию ударов, которую закончил апперкотом с левой руки. Вследствие этого попадания Диллиан Уайт в бессознательном состоянии упал на настил ринга. Победа в поединке была присуждена Александру Поветкину с формулировкой TKO5 (техническим нокаутом в 5-м раунде).

## Предыстория

### О боксёрах
Диллиан Уайт дебютировал на профессиональном ринге в мае 2011 года, и до боя против Александра Поветкина провёл 28 поединков, в 27 из которых был сильнейшим. За период своей профессиональной карьеры он завоевал титулы WBC Silver International (серебряного интернационального чемпиона; 2015), WBC International (интернационального чемпиона; 2016), BBBofC British (чемпиона Британии; 2016), WBC Silver (серебряного чемпиона; 2017), WBO International (интернационального чемпиона; 2018) и временный титул WBC World (чемпиона мира; 2019). Среди ранее побеждённых Уайтом соперников были: дважды Дерек Чисора (2016 и 2018), Роберт Хелениус (2017), Лукас Браун (2018), Джозеф Паркер (2018), Оскар Ривас (2019) и Мариуш Вах. Единственным боксёром нанёсшим поражение Уайту (на момент боя с Поветкиным) был олимпийским чемпионом 2012 года и будущий чемпион мира по версиям WBA Super, IBF, WBO и IBO Энтони Джошуа.
Победитель Олимпийских игр 2004 года Александр Поветкин дебютировал на профессиональном ринге 11 июня 2005 года, и до боя с Диллианом Уайтом провёл 38 поединков, из которых 35 выиграл, 2 проиграл и 1 свёл вничью. За пятнадцать лет профессиональной карьеры Поветкин сумел завоевать следующие титулы: WBA World (чемпиона мира; 2011), WBC International (интернационального чемпиона; 2014), WBC Silver (серебряного чемпиона; 2014), WBA Continental (континентального чемпиона; 2017), WBO International (интернационального чемпиона; 2017), WBA Inter-Continental (интерконтинентального чемпиона; 2018) и WBA International (интернационального чемпиона; 2019). Среди побеждённых им соперников были: Крис Бёрд (2007), Эдди Чемберс (2008), Руслан Чагаев (2011), Седрик Босвелл (2011), Марко Хук (2012), Хасим Рахман (2012), Анджей Вавжик (2013), Мануэль Чарр (2014), Карлос Такам (2014), Майк Перес (2015), Маришу Вах (2015), Жоан Дюапа (2016), Андрей Руденко (2017), Кристиан Хаммер (2017), Дэвид Прайс (2018) и Хьюи Фьюри (2019). Единственная ничья была в поединке с Майклом Хантером (2019), а оба поражения были получены в боях с действующими чемпионами по версиям WBA Super, IBF, WBO и IBO Владимиром Кличко (2013) и Энтони Джошуа (2018)

### 2018—2019
В начале апреля 2018 года, после победы Поветкина над Прайсом, британский промоутер Эдди Хирн заявил, что его подопечный Диллиан Уайт хочет провести в июне текущего года бой против Поветкина, также промоутер отметил и заинтересованность российского спортсмена в этом поединке. Однако тренер Поветкина Иван Кирпа раскритиковал эту затею как бессмысленную «на данном этапе карьеры Александра». По словам Уайта, после победы над Прайсом Поветкин согласился провести поединок с ним, но уже через две недели забрал свои слова.
6 апреля Александр Поветкин был назначен обязательным претендентом на титул WBA Super и в течение следующих шести месяцев должен был сразиться с чемпионом Энтони Джошуа, который также обладал титулами IBF, WBO и WBO. Поветкин провёл поединок против него 22 сентября 2018 года, проиграв техническим нокаутом в 7-м раунде.
В середине декабря 2018 года появилась неподтверждённая информация, что Александр Поветкин желает провести поединок с победителем боя «Диллиан Уайт — Дерек Чисора II», запланированным на 22 декабря. В этом поединке победу одержал Диллиан Уайт, нокаутировав Дерека Чисору в 11-м раунде. Уже после этого поединка, 26 декабря, сам Поветкин во время интервью изданию Р-Спорт, заявил, что хотел бы провести бой с Уайтом, а в начале января 2019 года Уайт заявил, что «если Поветкин не тупой, то у меня будет с ним поединок (в случае отсутствия реванша с Джошуа)», при этом Диллиан назвал потенциального соперника «трусом», но высоко оценил его стойкость и мастерство. Несмотря на эти заявления, Диллин Уайт провёл свой следующий поединок 20 июля 2019 года, победив Оскара Риваса и став временным чемпионом мира по версии WBC, а Александр Поветкин — 30 августа, победив судейским решением Хьюи Фьюри и став интернациональным чемпионом по версии WBA.
7 декабря 2019 года и Александр Поветкин, и Диллиан Уайт участвовали в предварительных боях перед поединком «Энди Руис — Энтони Джошуа II». Соперником Поветкина стал Майкл Хантер, в случае победы над которым, по утверждению промоутера Уайта, Поветкин должен был бы боксировать в феврале 2020 года, где также мог выступить и Уайт. Поветкин не сумел победить Хантера, но и не потерпел поражения, сведя поединок вничью. После этого, уже в середине декабря, Хирн сообщил, что следующий бой Уайта скорее всего состоится весной 2020 года, а его соперником может стать либо Александр Поветкин, либо бывший чемпион мира по версиям WBA Super, IBF, WBO, IBO Энди Руис.

### 2020
В начале января 2020 года оба боксёра вновь заявили о своей заинтересованности в проведении поединка между собой, помимо того Уайт назвал возможную дату боя — 18 апреля. В том же месяце Хирн сначала заявил, что Уайт проведёт поединок либо 25 апреля, либо 2 мая в Манчестере, а его соперником, вероятие всего, станет Поветкин, а затем заявил, что бой может также пройти Нью-Йорке. При этом промоутер не стал списывать с роли противника Уайта и Энди Руиса. Однако уже в начале февраля Эдди Хирн подтвердил, что именно Александр Поветкин проведёт бой с Уайтом в апреле (или, что считалось менее вероятным, в начале мая) в Манчестере или в Лондоне.
В начале марта 2020 года было официально объявлено, что поединок «Диллиан Уайт — Александр Поветкин» за титул временного чемпиона мира по версии WBC состоится 2 мая 2020 года на базе крытого спортивно-развлекательного комплекса «Манчестер Арена» (Манчестер, Великобритания), а спустя несколько дней состоялась конференция, посвящённая предстоящему событию, на которой присутствовали оба боксёра. Однако уже 20 марта Хирн заявил, что из-за объявленной 11 марта пандемии COVID-19, запланированный на 2 мая поединок возможно придётся перенести на середину июня, а ещё через 10 дней, BBBofC (Британская комиссия по контролю за боксом) продлила запрет на проведение всех мероприятий, связных с боксом на территории Великобритании, до начала июня, из-за чего поединок «Уайт — Поветкин» был официально перенесён на 2 июля. 5 мая Эдди Хирн сообщил, что поединок возможно пройдёт в конце июля — начале августа 2020 года, при этом он выразил уверенность, что на поединок, в связи с пандемией, не будут допущены зрители, а уже к середине месяца Хирн обнародовал план по организации поединка. Согласно этому плану поединок должен был пройти в поместье семьи Хирнов, которое помимо того являлось и штаб-квартирой их промоутерской компании «Matchroom Boxing», а на время проведения вечеров бокса получило название «Matchroom Fight Camp». Планировалось, что бой между Уайтом и Поветкиным станет главным боем 4-го и последнего вечера бокса, организованного Хирном в период пандемии в своей родовой усадьбе.

Только представьте себе: лето, весь сад освещён, яркие фейерверки. А затем с холма спускаются Уайт и Поветкин. Они идут прямо по моей лужайке. Представляете масштабы этого? Да, я говорю о поединке за звание чемпиона мира в моём саду!— Эдди Хирн
В конце мая было объявлено, что поединок пройдёт в поместье Хирнов 8 или 15 августа. 25 июня инсайдер Майк Коппинжер, сотрудник издания «The Athletic», сообщил, что поединок состоится 22 августа, а через несколько дней эту информацию подтвердил и Хирн, который уточнил, что поединок перенесён из-за четвертьфинальных матчей Лиги чемпионов УЕФА 2019/2020, которые были назначены также на 15 августа.
14 августа пресс-службой промоутерской компании «Мир бокса», представляющей интересы Александра Поветкина, было сообщено, что на кону в поединке также будет стоять пояс WBC Diamond, который ранее не разыгрался в боях тяжёлой весовой категории.
За день до боя, 21 августа, состоялась официальная процедура взвешивания боксёров перед поединком, Диллиан Уайт весил 114,6 кг, Александр Поветкин — 101,6 кг.

### Подготовка
Диллиана Уайта
Диллиан Уайт проводил подготовку к поединку на территории Португалии, из-за чего, менее чем за два месяца до боя прекратил совместную работу со своим
тренером Марком Тиббсом, под руководством которого тренировался на протяжении четырёх лет. Сам Уайт прокомментировал это решение следующими словами — «всё просто, у меня тренировочный лагерь в Португалии, а у Марка молодая семья и свой зал в Британии». Главным тренером в тренировочном лагере Уайта был Ксавье Миллер, секундантом во время боя опытный тренер Дэйв Колдуэлл. Спарринг-партнером Уайта был хорватский боксёр-профессионал Ален Бабич.
Александра Поветкина
Из-за закрытия государственных границ в связи с пандемией COVID-19 боксёры-иностранцы, которые ранее были выбраны как спарринг-партнёры Александра Поветкина не смогли попасть в Россию, и как следствие этого поучаствовать в подготовке Александра Поветкина к бою с Уайтом. В итоге, спарринг-партнёрами российского боксёра стали боксёры-профессионалы — украинцы Владислав Сиренко и Игорь Шевардзуцкий и азербайджанец Магомедрасул Меджидов. Также планировалось, что в связи с обязательным двухнедельным карантином для граждан России после приезда в Великобританию Поветкин должен был вылететь 7 августа, и провести спарринги с местными боксёрами Дереком Чисорой и Дэвидом Алленом. Однако незадолго до боя это карантинное ограничение было снято, и Александр отправился в Великобританию 15 августа, в связи с чем, спарринги с Чисорой и Алленом не состоялись.

## Прогнозы
Чемпион мира в тяжёлом весе по версиям WBA Super, IBF, WBO и IBO Энтони Джошуа, который побеждал техническим нокаутом в 7-м раунде и Диллиана Уайта (2015), и Александра Поветкина (2018), отмечал наличие воли к победе у русского боксёра. При этом он уточнил, что если Уайт ответственно отнёсся к тренировочному процессу, то он сможет победить Поветкина судейским решением. Претендент на титулы чемпиона мира в тяжёлом весе по версиям WBA Super, IBF, WBO и IBO (2014 и 2020) Кубрат Пулев, определяя фаворита поединка «Уайт — Поветкин», выразил мнение, что шансы на победу каждого из боксёров равны.
Бывший чемпион мира в лёгком весе по версиям WBA, WBC и IBF Константин Цзю также охарактеризовал Поветкина как волевого спортсмена, который может «держать удар». Резюмируя это, Цзю предположил, что Поветкин «должен справиться» с британцем. Бывший чемпион мира по версии WBC в первом тяжёлом весе Тони Белью предполагал, что Диллиан Уайт сможет досрочно победить Поветкина в первых восьми раундах поединка. Другой бывший обладатель титула чемпиона мира в первом тяжёлом весе по версии WBC Григорий Дрозд отмечал, что если Поветкин сможет должным образом подготовиться к бою, то сможет одержать вверх над Уайтом. Бывший претендент на титул чемпиона мира по версии WBO (2017) в первом тяжёлом весе и предыдущий соперник Поветкина (2019) Майкл Хантер отмечал опыт и храбрость своего соперника и склонялся к тому, что Александр всё же сумеет нокаутировать своего визави.
По мнению букмекеров, фаворитом в поединке являлся Диллиан Уайт. На победу временного чемпиона по версии WBC можно было поставить с коэффициентом 1,33, в то же время шансы на победу Поветкина оценивались коэффициентом 3,5. Ничья считалась самым маловероятным исходом поединка, на неё можно было поставить с коэффициентом 23.

## Трансляции
| Канал                 | Страна         |
| --------------------- | -------------- |
| DAZN                  | США            |
| Sky Sports Box Office | Великобритания |
| Sport 2               | Венгрия        |
| Sport 2               | Словакия       |
| Sport 2               | Чехия          |
| SuperSport 2          | Албания        |
| TVP Sport             | Польша         |
| РЕН ТВ                | Россия         |
| А1                    | Россия         |

## Ход поединка
С самого начала первого раунда Диллиан Уайт начал пробивать джебы (прямые удары) с левой руки, большинство из которых доходили до головы Поветкина. В ответ на это Александр выбросил хук с правой руки, но Уайт успел отскочить. В начале второй минуты раунда Поветкин начал сокращать дистанцию и выходить на более удобные для себя ближнюю и среднюю дистанцию. В одном из таких эпизодов он попытался пробить хук с левой руки в голову Уайта, но тот успел защититься, и россиянин пробил два акцентированных удара в корпус оппонента. После этого Поветкин отошёл на дальнюю дистанцию, не дав Уайту контратаковать. Диллиан продолжил пробивать джебы с передней руки, которые по прежнему преимущественно попадали по голове претендента. Во второй половине раунда Поветкин вновь несколько раз выходил на ударную для себя дистанцию, и пробив комбинацию из нескольких ударов, вновь разрывал её. На последних секундах раунда боксёры сошлись в клинче, после чего рефери Марк Лусон разнял их, но через несколько секунд раунд завершился.
Первые 35 секунд второго раунда боксёры преимущественно выбрасывали джебы с передней (левой) руки, пытаясь «нащупать» дистанцию. Затем Александр Поветкин пробил хук с левой руки по голове Уайта, но тот успел нырнуть под его бьющею руку и успешно контратаковал боковым ударом по корпусу Поветкина. После этого Поветкин сократил дистанцию и пробил два боковых удара (с левой, а затем с правой руки), но Уайт вновь контратаковал левым хуком по корпусу. Ближе к концу первой минуты раунда ситуация повторилась, но на этот раз Поветкин успел подставить локоть и удар Диллиана не дошёл до его корпуса. В самом конце первой минуты второго раунда Уайт смог попасть прямым ударом с правой руки в челюсть Поветкина, после чего Диллиан повысил плотность боя. При этом Уайт, зачастую первым начиная атаку, практически всегда «проваливался» после мимо выброшенных ударов. В середине раунда боксёры вступили в размен ударов, вследствие чего Поветкину удалось попасть боковым ударом с левой руки в голову Уайта. Затем Уайт попытался атаковать, но претендент начал клинчевать, и атака не была полностью реализована. На последней минуте раунда оба вновь начали выбрасывать джебы отмеряя дистанцию, при этом Поветкин пытался пробить боковой удар с правой руки в голову Уайта, но тот в большинстве случаев успевал ставить защитный блок.
Во время перерыва между вторым и третьим раундами секунданты британского боксёра попросили того выбрасывать больше прямых ударов и не «проваливаться» после не дошедших до цели ударов. В середине первой минуты 3-го раунд Поветкин сократил дистанцию и попытался пробить правый боковой в голову Уайта, но тот вновь нырнул и контратаковал в корпус. Затем, когда боксёры уже находились на дальней дистанции, Уайт пробил хук с правой руки, который пришёлся Поветкину в голову и тот на мгновение потерял равновесие, но всё же смог устоять на ногах. В конце первой минуты третьего раунда Поветкин сократил дистанцию и пробил несколько ударов, после чего, уже в начале следующей минуты Уайт попытался контратаковать. Однако в итоге боксёры вновь сошлись в клинче, во время которого Диллиан нанёс удар ниже пояса Поветкину, но рефери на это не отреагировал. На протяжении оставшегося времени второй и всю третью минуты третьего раунда боксёры преимущественно вели поединок на дальней дистанции, пробивая джебы с передней руки. Кроме того, несколько раз боксёры всё же сокращали дистанцию, во время одного из таких эпизодов россиянину удалось пробить по корпусу, «где-то совсем близко-близко к печени». В конце раунда боксёры вновь сократили дистанцию и совершили размен ударов.
Четвёртый раунд боксёры начали с обмена прямыми ударами. Однако, через 25 секунд после начала раунда Диллиан Уайт успешно пробил акцентированный прямой удар с правой руки по голове соперника, затем ещё один, и вдобавок выбросил боковой удар с левой руки по его челюсти. В итоге, уже на 28-й секунде раунда Александр Поветкин встал на колено, но уже через две секунды поднялся, и после того как рефери отсчитал ему нокдаун и протёр перчатки, через 42 секунды после начала раунда поединок был возобновлён. Боксёры вновь продолжили вести поединок на дальней дистанции, сближаясь время от времени, Александр пытался пробить боковой удар с правой руки в голову Уайта, а тот в свою очередь — по корпусу оппонента. В середине раунда Уайт попытался атаковать, но вновь провалился, Поветкин попробовал воспользоваться этим, пробив несколько боковых ударов, но Уайт успел защититься от них. В самом начале второй половины третьей минуты четвёртого раунда Поветкин занял центр ринга, оттеснив Уайта к канатам, за 23 секунды до конца раунда боксёры вновь вступили в размен, а ещё через три секунды Диллиан Уайт пробил хук с левой руки, отправив Поветкина во второй нокдаун, более тяжёлый, нежели первый. Поветкин встал за 16 секунд до окончания раунда, и после того как рефери отсчитал до восьми и вновь протёр его перчатки, за несколько секунд до окончания раунда поединок был возобновлён. Уайт попытался атаковать, но гонг, обозначающий окончание раунда, прервал его атаку.
В перерыве между четвёртым и пятым раундом Александр Поветкин пожаловался секундантам в своём углу на то, что пропускает большинство ударов от Уайта. Временный чемпион начал пятый раунд пробивая прямые удары с левой руки в голову Поветкина. Через двадцать секунд после начала раунда Поветкин пробил боковой удар с правой руки, что позволило ему сократить дистанцию, но он тут же её разорвал. Ещё через несколько секунд Поветкин повторил эти действия, и, отшагнув влево, пробил акцентированный апперкот с левой руки, которым попал Уайту по подбородку. В результате этого попадания, через 25 секунд после начала раунда, Диллиан Уайт упал на настил ринга, а ещё через две секунды рефери Марк Лусон дал отмашку об остановке поединка. В итоге победа техническим нокаутом в пятом раунде (TKO5) была присуждена Александру Поветкину.

Нокдауны были, но чувствовал себя хорошо, мне повезло, что получилось так ударить. Некоторые бои Уайта я смотрел и видел, что он пропускает снизу, отрабатывал комбинации слева снизу и справа. Попал хорошо, может быть, это лучший нокаут в моей карьере.— Александр Поветкин

## Статистика ударов
Ударов всего
| Боксёр             | Раунд                             | 1      | 2      | 3      | 4      | 5      | Всего       |
| ------------------ | --------------------------------- | ------ | ------ | ------ | ------ | ------ | ----------- |
| Диллиан Уайт       | Попаданий (из них в корпус)/всего | 9/33   | 16/42  | 22/45  | 15/41  | 1/6    | 63 (22)/167 |
| Диллиан Уайт       | Процент попаданий                 | 27,3 % | 38,1 % | 48,9 % | 36,6 % | 16,7 % | 37,7 %      |
|                    |                                   |        |        |        |        |        |             |
| Александр Поветкин | Попаданий (из них в корпус)/всего | 10/43  | 5/38   | 10/49  | 7/40   | 2/5    | 34 (18)/175 |
| Александр Поветкин | Процент попаданий                 | 23,3 % | 13,2 % | 20,4 % | 17,5 % | 40 %   | 19,4 %      |

Джебов
| Боксёр             | Раунд                             | 1      | 2      | 3      | 4      | 5      | Всего      |
| ------------------ | --------------------------------- | ------ | ------ | ------ | ------ | ------ | ---------- |
| Диллиан Уайт       | Попаданий (из них в корпус)/всего | 5/26   | 8/24   | 11/26  | 8/28   | 1/4    | 33 (3)/108 |
| Диллиан Уайт       | Процент попаданий                 | 19,2 % | 33,3 % | 42,3 % | 28,6 % | 15 %   | 30,6 %     |
|                    |                                   |        |        |        |        |        |            |
| Александр Поветкин | Попаданий (из них в корпус)/всего | 3/22   | 0/15   | 4/17   | 4/19   | 1/3    | 12 (1)/76  |
| Александр Поветкин | Процент попаданий                 | 13,6 % | 0 %    | 23,5 % | 21,1 % | 33,3 % | 15,8 %     |

Силовых ударов
| Боксёр             | Раунд                             | 1      | 2      | 3      | 4      | 5    | Всего      |
| ------------------ | --------------------------------- | ------ | ------ | ------ | ------ | ---- | ---------- |
| Диллиан Уайт       | Попаданий (из них в корпус)/всего | 4/7    | 8/18   | 11/19  | 7/13   | 0/2  | 30 (19)/59 |
| Диллиан Уайт       | Процент попаданий                 | 57,1 % | 44,4 % | 57,9 % | 53,8 % | 0 %  | 50,8 %     |
|                    |                                   |        |        |        |        |      |            |
| Александр Поветкин | Попаданий (из них в корпус)/всего | 7/21   | 5/23   | 6/32   | 3/21   | 1/2  | 22 (17)/99 |
| Александр Поветкин | Процент попаданий                 | 33,3 % | 21,7 % | 18,8 % | 14,3 % | 50 % | 22,2 %     |

## Андеркарт
Комментарий: Андеркарт — предварительные боксёрские бои перед основным поединком вечера.
В таблице перечислены результаты всех поединков боксёров.
В каждой строке указан результат поединка. Дополнительно номер поединка обозначен цветом, который обозначает итог поединка. Расшифровка обозначений и цветов представлена в нижеследующей таблице.
| Пример | Расшифровка                     |
| ------ | ------------------------------- |
|        | Победа                          |
|        | Ничья                           |
|        | Поражение                       |
|        | Планируемый поединок            |
|        | Поединок признан несостоявшимся |
| КО     | Нокаут                          |
| ТКО    | Технический нокаут              |
| PTS    | Решение судей (по очкам)        |
| UD     | Единогласное решение судей      |
| MD     | Решение большинства судей       |
| SD     | Раздельное решение судей        |
| RTD    | Отказ от продолжения боя        |
| DQ     | Дисквалификация                 |
| NC     | Поединок признан несостоявшимся |

| Боксёр              | Итог боя    | Боксёр                        | Примечания |
| ------------------- | ----------- | ----------------------------- | --- |
| Диллиан Уайт (27-1) | TKO5 (12)   | Александр Поветкин (35-2-1)   | Бой за титулы временного чемпиона мира в тяжёлом весе по версии WBC и титул чемпиона по версии WBC Diamond («бриллиантовый»). Победа Поветкина техническим нокаутом в 5-м рунде. |
| Кэти Тейлор (15-0)  | UD10 (10×2) | Дельфин Персун (44-2)         | Бой за титул чемпиона мира среди женщин в лёгком весе по версиям WBC, WBA, IBF, WBO. Победа Тейлор единогласным судейским решением.                                              |
| Лютер Клей (18-2)   | TKO9 (10)   | Крис Конго (7-1)              | Рейтинговый бой во втором среднем весе. Победа Конго техническим нокаутом в 9-м раунде                                                                                           |
| Джек Каллен (13-1)  | SD10 (10)   | Зак Челли (11-0)              | Поединок за титул чемпиона по версии WBO Global («глобальный») в полусреднем весе. Ничья решением большинства судей.                                                             |
| Ален Бабич (3-0)    | TKO2 (8)    | Шонделл Терелл Уинтерс (13-3) | Рейтинговый бой в тяжёлом весе. Победа Бабика техническим нокаутом во втором раунде.                                                                                             |

## После боя
Вскоре после окончания боя промоутер Эдди Хирн заявил об активации прописанного в контракте на бой пункта о реванше, уточнив, что второй бой между Поветкиным и Уайтом скорее всего состоится в конце 2020 года. В то же время, Поветкин, ставший обладателем титулов временного чемпиона и «бриллиантового» чемпиона по версии WBC, не получил статус обязательного претендента на титул чемпиона мира по этой версии, которым владел другой британец — Тайсон Фьюри.
В середине сентября было официально объявлено, что бой-реванш «Александр Поветкин — Диллиан Уайт II» состоится 21 ноября 2020 года. Однако, в начале ноября стало известно о том, что Александр Поветкин заразился коронавирусом COVID-19 и не сможет провести бой 21 ноября. Заменить Поветкина в поединке 21 ноября вызвались Дерек Чисора и Майкл Хантер, но вскоре было объявлено, что Уайт не будет проводить поединок 21 ноября, а продолжит ждать реванша с Александром Поветкиным, который был предварительно перенесён на 30 января 2021 года.
В итоге, бой-реванш между Александром Поветкиным и Диллианом Уайтом за титул временного чемпиона мира по версии WBC состоялся 27 марта 2021 года на стадионе Europa Sports Park в Гибралтаре (заморская территория Великобритания), и завершился победой Уайта техническим нокаутом в 4-м раунде. После этого поражения Александр Поветкин завершил карьеру профессионального боксёра.

## Комментарии
1. ↑  В титульной системе WBA существует титул чемпиона мира (WBA World) и титул супер-чемпиона (WBA Super World).